# Dactyloscopus moorei
Dactyloscopus moorei is een straalvinnige vissensoort uit de familie van zandsterrenkijkers (Dactyloscopidae). De wetenschappelijke naam van de soort is voor het eerst geldig gepubliceerd in 1906 door Fowler.